# Динтово
Ди́нтово (бел. Дзі́нтава) — озеро в Гродненском районе Гродненской области Белоруссии. Относится к бассейну реки Пыранка.
Озеро Динтово находится в 3,3 км к югу от границы с Литвой, в 35 км к северо-востоку от города Гродно, возле деревни Лихачи.
Площадь зеркала составляет около 0,01 км², длина — около 0,12 км, наибольшая ширина — около 0,11 км, длина береговой линии — около 0,35 км.
Озеро соединено посредством сквозного канализованного ручья с обширной системой мелиоративных каналов на севере и озером Лихое на юге.